# Царникава
Ца́рникава (латыш. Carnikava) — населённый пункт («крупное село», латыш. lielciems) в Латвии, административный центр Царникавской волости Адажского края, расположенный на реке Гауя недалеко от её устья, в 30 км к северо-востоку от Риги.
В 1875 году в Царникавском имении начал работать рыбный завод Алвина Кирша, который в 1880 году организовал первый в Латвии рыбопитомник.
В советское время Царникава — посёлок городского типа и одноимённый рыболовецкий колхоз в Рижском районе. На территории колхоза имелся рыбозавод, механические мастерские, цех деревообработки, развивалось садоводство.
Основными отмечаемыми в Царникаве праздниками являются «День рыбака» и «День миноги» (в августе). В эти дни проходит ярмарка с различными представлениями и конкурсами, а вечером салют и танцы в царникавском парке.

## Население
Население Царникавы по состоянию на 2022 год составляло 4882 человека (крупнейшее село в Латвии).
| 2006                                                                                            | 2007 | 2008 | 2009 | 2010 | 2011 | 2012 | 2013 | 2015 | 2022 |
| ----------------------------------------------------------------------------------------------- | ---- | ---- | ---- | ---- | ---- | ---- | ---- | ---- | ---- |
| 2721                                                                                            | 2759 | 3001 | 3183 | 3354 | 3564 | 3805 | 4154 | 4015 | 4882 |
| Графики недоступны из-за технических проблем. См. информацию на Фабрикаторе и на mediawiki.org. |      |      |      |      |      |      |      |      |      |

## Достопримечательности

### Царникавская минога
Миноги Царникавы считаются латвийским деликатесом. Круглоголовая минога (Lampetra fluviatilis) принадлежит к классу миног Agnatha, классу миног, которому порядка миллиона лет. Жители Царникавы называли миног угрём, чтобы название не звучало по-немецки, но в избранных кругах его называли «neinaugi» (от немецкого Neunauge — «девятиглазый»). В газетах 1920—1930-х годов Царникаву называли «царством миног». Праздник миноги широко отмечается в Царникаве и в наши дни.
| - Баннер «Праздника миноги» - Ярмарка деликатесов и народных изделий на «Празднике миноги» - Выступления творческих коллективов на «Празднике миноги» - Готовится традиционный суп из миноги, которым бесплатно угощают всех желающих - Дорожная полиция регулирует поток машин гостей праздника |

## Фотографии
| - Железнодорожная станция Царникава - Царникава, этнографический музей - Царникава, этнографический музей. Рыбачий баркас - Царникава. Солнечные часы - Царникава. Пасхальные зайцы - Флаги Латвии в Царникаве в дни государственных праздников |